# Bobby Darin
Bobby Darin, nascido Walden Robert Cassotto (East Harlem, 14 de maio de 1936 – Los Angeles, 20 de dezembro de 1973) foi um cantor e ator norte-americano.

## Biografia
Viveu uma existência dramática, vindo do nada até atingir o estrelato. Bobby Darin, desde seu nascimento, enfrentou diversas dificuldades, a começar quando, ainda em sua infância, o médico após examiná-lo, constatou que ele sofria de problemas cardíacos e lhe estimou pouco tempo de vida, devido a tamanha gravidade da sua enfermidade. Por isso decidiu viver a sua vida de maneira muito intensa. Viveu como se todo dia fosse o último.
Bobby é um exemplo de superação de sensibilidade, que encontra forças em suas lembranças de infância, que ele nunca esqueceu, para enfrentar a vida com alegria e acima de tudo muito talento.
Entretanto, Bobby foi um conquistador, um vencedor nato, pra começar venceu a infância extremamente difícil, porque além de ficar recluso por causa da doença, sem poder brincar como as outras crianças, não conheceu o pai. Este abandonou sua mãe.
Bobby cresceu em um bairro pobre, e mesmo contra as recomendações do médico e da sua mãe de não fazer muitos esforços, tornou-se mais tarde umas das maiores estrelas da América.
Os seus maiores sucessos foram as canções "Dream Lover" e "Splish Splash".
Sua carreira começou graças a sua 'mãe', Holly, que ao descobrir que o filho talvez não chegasse aos 15 anos o incentivou a aprender a tocar vários instrumentos.
Quando foi à Itália gravar "Quando Setembro Vier" conheceu no set aquela que seria sua esposa, a também atriz Sandra Dee. Fez de tudo para conquistá-la e acabou conseguindo, mas a mãe da atriz nunca aceitou o romance deles e tentou separá-los, mas não deu certo.
Bobby Darin casou-se com Sandra Dee em 1960, no dia seguinte ao término das gravações. Embora a amasse de verdade, Bobby começa a brilhar mais do que sua companheira no cinema, concorre ao Oscar, e seu brilho apaga o da sua mulher. Este talvez tenha sido o seu maior problema no  relacionamento. A estrela de Darin ofuscava a da sua esposa. Em  1961, nasce seu único filho Dodd Mitchell Darin e ele se divorcia em 1967.
Lutando muito, dia após dia, percorreu um caminho que o levou dos duvidosos clubes noturnos até ao seu destino de sonho, o Copacabana, onde levou multidões ao delírio com as suas interpretações. Ele era o máximo, tanto quando cantava, quanto quando escrevia as canções ou quando tocava, apesar da doença que o perseguia desde a sua infância.
Isolado e confuso, foi obrigado a confiar nos seus amigos, na família e no seu extraordinário talento para acalmar os seus demônios e aceitar quem era e o que a sua vida significou.
Foi indicado a um Oscar e ganhou um Grammy.
Por causa de Sandra (Sandy como costumava chamar), Bobby interrompeu a sua carreira para se dedicar mais a sua vida particular, e isso fez com que a sua fama fosse por água abaixo.
Em tempos de guerra, tentando uma volta por cima, Bobby começa a apoiar o presidente John Kennedy e escreve músicas sobre a Guerra do Vietnã. Sua esplendorosa volta ao palco aconteceu antes de sua morte. Só aí apresenta a sua verdadeira mãe, Nina, pois só naquela época descobre que a sua suposta irmã mais velha era na verdade sua mãe, que teve ele ainda jovem e não pode assumi-lo devido ao fato de ser mãe solteira e não saber quem era o pai de Darin, isso com certeza foi uma das maiores decepções de sua vida. Para não ser chamado de bastardo na época, sua mãe o deu para a sua avó, Holly, que era considerada por ele a sua verdadeira mãe. 
Darin faleceu no dia 20 de dezembro de 1973, após uma cirurgia no coração. Existe um filme contando a sua história, chama-se "Uma vida sem Limites".
A música tema do filme Procurando Nemo é uma de suas obras, seu nome é Beyond the Sea, interpretada por Robbie Williams.
Em  2007, a versão de Beyond The Sea, na voz de Bobby Darin, foi incluída na trilha sonora do jogo BioShock, da empresa Irrational Games.

## Discografia
- Bobby Darin (1958)
- That's All (1959)
- This is Darin (1960)
- Darin at the Copa (1960)
- For Teenagers Only (1960)
- The 25th Day of December (1960)
- Two of a Kind (Bobby Darin & Johnny Mercer) (1961)
- The Bobby Darin Story (1961)
- Love Swings (1961)
- Twist with Bobby Darin (1961)
- Bobby Darin Sings Ray Charles (1962)
- Things and Other Things (1962)
- Oh! Look at Me Now (1962)
- You're the Reason I'm Living (1963)
- It's You or No One (1963)
- 18 Yellow Roses (1963)
- Earthy! (1963)
- Golden Folk Hits (1963)
- Winners (1964)
- As Long As I'm Singing (1964)
- From Hello Dolly to Goodbye Charlie (1964)
- Venice Blue (1965)
- The Best of Bobby Darin (1966)
- Bobby Darin Sings The Shadow of Your Smile (1966)
- In Broadway Bag (Mame) (1966)
- If I Were a Carpenter (1966)
- Inside Out (1967)
- Bobby Darin Sings Doctor Dolittle (1967)
- Bobby Darin Born Walden Robert Cassotto (1968)
- Commitment (1969)
- Finally (1972)
- Bobby Darin (1972)
- Darin: 1936-1973 (1974)
- Live at the Desert Inn (1987)
- Go ahead & Back up (2018)
- An Introduction to: Bobby Darin (2018)

## Filmografia
- Pepe (1960)
- Come September (1961)
- Too Late Blues (1962)
- State Fair (1962)
- Hell Is for Heroes (1962)
- If a Man Answers (1962)
- Pressure Point (1962)
- Captain Newman, M.D. (1963)
- That Funny Feeling (1965)
- Gunfight in Abilene (1967)
- Stranger in the House (1967)
- The Happy Ending (1969)
- Happy Mother's Day, Love George (1973)